# 森丘覚平

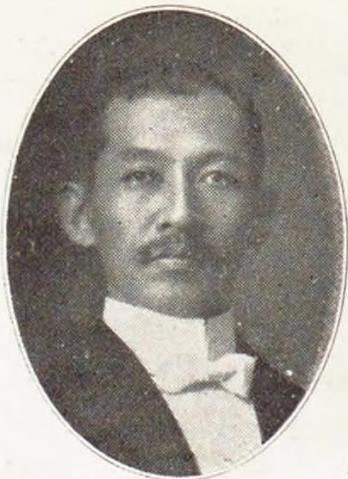
森丘覚平

森丘 覚平（もりおか かくへい、1874年（明治7年）5月19日 - 1927年（昭和2年）12月1日）は、日本の政治家、富山県多額納税者。衆議院議員（憲政会）。富山県会議員、同議長。富山県政界元老。族籍は富山県平民。勲四等瑞宝章。

## 人物
富山県下新川郡大布施村（現・黒部市）出身。先代・森丘覚平の長男。1877年、家督を相続した。慶応義塾に学び、1912年に特選。明治中期から郡会議員、同副議長、次いで富山県会議員、同参事会員、議長を歴任した。1905年2月4日から1906年9月16日まで大布施村長に就任したのを経て、1912年以来衆院議員当選3回。桜庄銀行、生地銀行各取締役、魚津銀行、北陸人造肥料各監査役なども務めた。
『富山日報（後に他3社と統合し北日本新聞となる）』の社長、憲政会富山支部長など政界・言論界で活躍したほか、村農会を創立し会長となる。地方森林会議員、郡教育会副会長。
住所は富山県下新川郡大布施村中新。

## 家族・親族
森丘家
- 父・覚平（富山平民）[5]
- 妻・とみ（1877年 - ?、富山、寺崎治七の妹）[5]
- 男・一雄（1898年 - ?）[5][9]
  - 同妻・しか（1902年 - ?、富山、鹿熊久安の二女）[9]
- 二男・次郎（1901年 - ?）[5]
- 四男・四郎（1906年 - ?）[5]
- 五男（1912年 - ?）[5]
- 長女（1909年 - ?）[5]
- 二女（1915年 - ?）[5]
- 三女（1917年 - ?）[5]

親戚
- 鹿熊久安（富山県会議員、富山県農会長、新小川温泉社長）